# 1965年成文法編正（相應廢除）法令
《1965年成文法編正（相應廢除）法令》（英語：Statute Law Revision (Consequential Repeals) Act 1965；c 55）是英國國會的一項法令。
該法令已由《1986年社會保障法令》第86(2)條及附表11廢除。

## 第1條 - 廢除及保留
第1(1)條由《1974年成文法（廢除）法令》第1條及附表第XI部廢除。

## 附表
附表由《1974年成文法（廢除）法令》第1條及附表第XI部廢除。